# Hans-Georg von der Osten
Hans-Georg von der Osten (ur. 9 września 1895, zm. 27 marca 1987) – as lotnictwa niemieckiego Luftstreitkräfte z 5 potwierdzonymi  zwycięstwami w I wojnie światowej.

## Życiorys
Służbę w lotnictwie rozpoczął po przeniesieniu z pułku ułanów 26 lutego 1916 roku. Od sierpnia 1916 roku rozpoczął służbę w jednostce FA 38 operującej na froncie wschodnim. W listopadzie został skierowany do Jastaschule w Warszawie (Fliegerersatz Abteilung Nr. 9). W okresie od lutego do 10 sierpnia 1917 roku służył jako instruktor we Wrocławiu. 10 sierpnia został przydzielony do Jagdstaffel 11.
W jednostce odniósł 5 potwierdzonych zwycięstw, pierwsze 17 sierpnia 1917 roku. Było to dwusetne zwycięstwo jednostki. Ostatnie 5 zwycięstwo dające mu tytuł asa myśliwskiego odniósł 15 grudnia w okolicach Havrincourt nad samolotem Sopwith Camel. W okresie 19.01.1918 – 16.02.1918 pełnił obowiązki dowódcy Jasta 11. 16 marca 1918 roku został mianowany dowódcą  Jagdstaffel 4. Obowiązki dowódcy pełnił do 28 marca, kiedy to pilotowany przez niego samolot Pfalz D.III został zestrzelony, a von der Osten został ciężko ranny. Do końca wojny nie powrócił do czynnej służby.
W 1935 roku wstąpił do Luftwaffe. Służył razem z innymi weteranami z Jagdgeschwader 1 (1917–1918) w sztabie generała Kurta-Bertrama von Döring.